# Place Galilée (Kourou)
Pour les articles homonymes, voir Place Galilée.
La place Galilée est l'une des principales places situé dans la ville de Kourou en Guyane.